# Pepsi Cup
A Pepsi Cup foi um troféu amigável organizado pela Pepsi e o SL Benfica, disputado em 1992 entre o SL Benfica e o Real Madrid e em 1993 entre o SL Benfica e o FC Barcelona no Estádio da Luz.

## Vencedores
| Edição | Ano  | Vencedor | Resultados | Vice-campeão | Ref.        |
| ------ | ---- | -------- | ---------- | ------------ | ----------- |
| I      | 1992 | Benfica  | 2-0        | Real Madrid  | [ 1 ] [ 2 ] |
| II     | 1993 | Benfica  | 2-1        | FC Barcelona | [ 3 ] [ 4 ] |

## Performance por clubes
| Clube        | Vencedor       | Vice     |
| ------------ | -------------- | -------- |
| Benfica      | 2 (1992, 1993) |          |
| Real Madrid  |                | 1 (1992) |
| FC Barcelona |                | 1 (1993) |

## Performance por país
| Clube    | Vencedor       | Vice           |
| -------- | -------------- | -------------- |
| Portugal | 2 (1992, 1993) |                |
| Espanha  |                | 2 (1992, 1993) |